# Neolemonniera
Neolemonniera é um género botânico pertencente à família Sapotaceae.

## Espécies
1. ↑  «Neolemonniera — World Flora Online». www.worldfloraonline.org. Consultado em 19 de agosto de 2020